# Леаль де Айяла, Матео
Матео Леаль де Айяла (исп. Mateo Leal de Ayala; 20 ноября 1579, Ла-Кабрера-де-Мадрид — 1627, Буэнос-Айрес) — испанский колониальный военный и чиновник, назначенный вице-губернатором Асунсьона в конце 1612 года и, в связи со смертью своего предшественника, занимавший должность губернатора Рио-де-ла-Плата и Парагвая с 1613 по 1615 год. Он также занимал пост вице-губернатора Буэнос-Айреса в 1612—1613 годах.

## Биография
Матео Леаль де Айяла родился 20 ноября 1579 года в городе Ла-Кабрера в Старой Кастилии, которая была частью испанской короны, будучи сыном Исидро Леаля де Айяла и его жены Росы де Медины, которые обосновались в Мадриде.
Прибыв в Южную Америку, он поселился в городе Потоси, «Провинции Чаркас» тогдашнего Вице-королевства Перу, и 12 февраля 1607 года был назначен на временную должность в Буэнос-Айресе в качестве мэра альгуасиля по суше и морю Рио-де-ла-Плата, но он будет делать это из Потоси через представителей — его предшественником был Кристобаль Ортис Рикельме — и, наконец, в качестве держателя в январе 1609 года, для чего он женится на Магдалене де Агилар, поскольку ему нужно было переехать в Буэнос-Айрес.
Прибыв в город 17 февраля того же года, он купил ранчо в районе Ла-Матанса у Хуана Гарсии де Таморехо за 50 серебряных песо — или 400 реалов. В 1610 году он был назначен судебным приставом Королевского казначейства, а 10 декабря того же года он приобрел участок и дом Де ла Игера у Эрнана Суареса Мальдонадо примерно за 2700 серебряных песо.
31 декабря 1612 года, он стал вице-губернатором и главным судьей Буэнос-Айреса, его предшественником был Мануэль де Фриас, который несколько раз был членом совета одного и того же города. Ему пришлось оставить эту должность, чтобы занять более высокую должность, и его заменил Хуан Агинага, который был там только в первой половине 1615 года, и которого ненадолго заменил Педро Гарсия, и, наконец, в конце того же года до 17 мая 1618 года его занял Педро Гутьеррес.
Он был назначен на временную должность губернатора Рио-де-ла-Плата и Парагвая с 27 декабря 1613 года — после смерти от отравления его предшественника Диего Марина де Негрона и после того, как его генерал-лейтенант Франсиско Гонсалес де Санта-Крус исполнял обязанности временного губернатора около пяти месяцев — до 8 января 1615 года.
Он добился союза между «достойными» и «сообщниками торговой сети», а также был другом и партнером Хуана де Вергары и губернатора Рио-де-ла-Плата Диего де Гонгоры.
Леаль де Айяла продолжал занимать должности посещающего судьи ферм и поместий в 1619 году, адвоката в 1620 году и мэра с правом первого голоса в 1621 году.
Матео Леаль де Айяла умер в Буэнос-Айресе в 1627 году.

## Брак и потомство
Капитан Матео Леаль де Айала женился в январе 1609 года в Потоси на Марии Магдалене де Агилар (род. ок. 1589, Потоси), дочери Хинеса Мартинеса де Агилара и Леонор де Варгас, от брака с которой у них было как минимум пятеро детей:
- Франсиска Леаль де Айяла (род. 1609, Потоси), которая вышла замуж за Алонсо Герреро и родила сына, которого назвали Хосе Герреро Леаль де Айяла, будущего советника городского совета Буэнос-Айреса.
- Инес Леаль де Айала (род. 1610), вышедшая замуж за капитана Хуана Кабрала де Мело-и-Альпоина, сына Амадора Васа де Альпоима и Маргариты Кабрал де Мело. В результате этого союза родился Хуан Кабрал де Айала, который женился на Хуане Бохоркес Родригес Кинтеро.
- Хустина Леаль де Айала (род. 1611), она вышла замуж за Кристобаля Хименеса.
- Матео Леаль де Айала «эль Мосо» (род. 1 февраля 1612)), с 1633 года был женат на Марии де Барриентос-и-Каррион
- Вентура Леаль де Айала (род. около 1615).